# ناثان إيكستاين
ناثان إيكستاين (بالإنجليزية: Nathan Eckstein)‏ هو شخصية أعمال أمريكي، ولد في 10 يناير 1873، وتوفي في 21 أكتوبر 1945.